# オオチャバネセセリ
オオチャバネセセリ（大茶羽挵、学名 Zinaida pellucida）は、チョウ目（鱗翅目）セセリチョウ上科セセリチョウ科に分類されるチョウの一種。

## 分布
東アジア（ロシア沿海地方、サハリン、日本、朝鮮半島、中国）に分布する。
日本では基亜種 Zinaida pellucida pellucida が、北海道から九州までの、丘陵地から高山にかけて見られるが、特に平地では生息地・数が減少傾向にあり、地域の絶滅危惧種に指定されている場合がある。その原因は一般に「不明」とされているが、里山的環境の変化や人為的開発などにより生息に適した雑木林周辺（林縁）の減少・荒廃などが一因との指摘がされている。

## 特徴
前翅長が 16～23mm ほどの茶色く小さなチョウで、羽音を立ててすばやく飛ぶ。
チャバネセセリやイチモンジセセリに似ており、発生もほぼ同一時期のため判別が難しい場合があるが、本種はイチモンジセセリなどに比べて翅が長めなことに加え、翅に入る白紋で見分けられる。イチモンジセセリでは後翅に横長の白紋が一直線に 4つ並び、チャバネセセリは白斑が小さく 4つ並ぶのに対し、本種は上から順に「短い、長い、長い、短い、長い」と 5つ並ぶところで判別される。

## 生活史
成虫は春にはおらず、6月頃から現れはじめ、夏から秋にかけて個体数が増える。
セセリチョウというとイネの害虫と考えられがちだが、本種は基本的にタケ科植物やススキなどを食草とする。そのためか他の近縁種より少なく、山地に多い。幼虫で越冬する。
市街地でもたまに見られるが市街地で直接発生しているわけではなく、山麓の山村などで発生したものが飛来している。